# التون نگواتالا
التون نگواتالا (انگلیسی: Elton Ngwatala؛ زادهٔ ۲۳ مهٔ ۱۹۹۳) بازیکن فوتبال اهل فرانسه است.
از باشگاه‌هایی که در آن بازی کرده‌است می‌توان به باشگاه فوتبال کیدرمینستر هاریرس اشاره کرد.